# 中村由紀
中村 由紀（なかむら ゆき、8月31日 - ）は、日本のフリーアナウンサー。大阪府出身。血液型O型。佛教大学文学部卒業。圭三プロダクション所属。

## 現在出演中の番組

### ラジオ
- パークサイド・スクエア 水曜担当（FMたちかわ）
- 良い家、良い音楽（FMたちかわ）
- シーサイドカフェ828 第2・第5月曜担当（鎌倉エフエム）

## 過去出演した番組

### テレビ
NHK　　　　　　　
- ちょっといい旅
- 西日本の旅
- くらしのチャンネル
- 生活ほっとモーニング
- ドラマ「余命半年」（イベント司会役）
- ニュースウオッチ9（ナレーション）
- NHK海外ネットワーク（ナレーション）
- Bizスポ（ナレーション）

その他
奈良テレビ　　　
- 県政フラッシュ

### ラジオ
NHK-FM
- 夕べのひととき

NHKラジオ第1
- ネットワーク日本
- 関西発ラジオ夕刊
- 朝一番ふるさと爽やかさん

その他
東海ラジオ
- テイチクミュージックアーケード
- 子どもを守ろう!〜子どもの明るい未来は大人の手で〜（2COOL!内。2008年ナイターオフ期。山崎聡子とともに隔週で担当）
- 演歌決定版（毎週月曜日20:30～）
- 東京ジャズタイム
- コスメ最前線
- TOKYO UPSIDE STATION（火・水・木曜→月・火曜、- 2015年3月24日）
- 山本譲二の住まいるフレンド

その他

## CM
- イー・トレード証券（東海ラジオ限定）

## 舞台
- capture me
- キリコ絵日記